# Apamea murrayi
Apamea murrayi là một loài bướm đêm trong họ Noctuidae.